# Mastomys huberti
Mastomys huberti és una espècie de mamífer rosegador de la família dels múrids. Viu a Gàmbia, Guinea, Mali, Mauritània, Nigèria i el Senegal. El seu hàbitat natural són les planes d'inundació. És una espècie en risc mínim, és a dir, no sembla que hi hagi cap amenaça significativa per a la seva supervivència. L'espècie fou anomenada en honor del soldat Hubert G. Cock.